# جورج ويليام روس
جورج ويليام روس (بالإنجليزية: George William Ross)‏ هو محامي وسياسي كندي، ولد في 18 سبتمبر 1841 في Middlesex County, Ontario ‏ في كندا، وتوفي في 7 مارس 1914 في تورونتو في كندا. نشط حزبياً في الحزب الليبرالي في أونتاريو ‏ والحزب الليبرالي الكندي. وقد انتخب عضو مجلس الشيوخ الكندي وانتخب عضو مجلس العموم الكندي وانتخب رئيس وزراء أونتاريو ‏ (21 أكتوبر 1899 – 8 فبراير 1905).